# Isa (auteur)
Pour les articles homonymes, voir ISA.
Isa, de son vrai nom Isabelle Denis, née le 25 avril 1970 à Marseille (France), est une scénariste, dessinatrice et coloriste de bande dessinée.

## Biographie
En janvier 1995, lors du festival de la bande dessinée d'Angoulême, une de ses planches est primée au concours « Graines de Pro ». Un membre du jury lui suggère de soumettre sa production aux éditions Dargaud.
La même année, elle termine ses études à l'École normale supérieure de Cachan. Destinée jusque-là au professorat, elle choisit de prendre une année sabbatique afin de trouver un bon sujet de série BD : ce sera Puddingham Palace. En 1997, elle envoie son projet à plusieurs éditeurs. Dupuis répond bien avant Dargaud, et le premier gag paraît en octobre dans le journal Spirou. La série se poursuit jusqu'en 2004. Elle compte quatre albums.
En 2005, dans L'Écho des savanes, Isa entame la série Kärchou : un chihuahua policier ressemblant à Nicolas Sarkozy — alors ministre de l'Intérieur — traque les sans-pedigree à Levallois-lès-Neuilly. L'album paraît en 2007.
Depuis 2005, Isa collabore régulièrement au mensuel et aux hors-série Fluide glacial. Elle y fait intervenir le fantôme du commandant Cousteau, vexé de s'être fait « piquer la vedette » par Nicolas Hulot et Yann Arthus-Bertrand.
Puis elle s'intéresse au cas de Laurence Parisot, présidente du MEDEF. Elle lui trouve un petit côté décalé par rapport à sa fonction, « quelque chose qui ne colle pas, qui la trahit un peu, un manque d'assurance... une faille dans le personnage ». Isa éprouve en effet la nécessité d'entretenir une empathie avec ses personnages. Elle estime que ni elle-même, ni le lecteur ne se serait attaché à une Laurence Parisot tout d'une pièce, inhumaine. Ainsi naît La Vie sentimentale de Laurence P., dont Fluide glacial prépublie quelques épisodes. Le récit complet paraît en feuilleton dans L'Humanité, en juillet et août 2011. L'album sort en octobre 2011.

## Publications
- Micro Kyrnos ou le Petit Monde du maquis, scénario d'Isa, dessin de Paulu-Vincentu Mucchielli, éditions DCL, 2000
- Puddingham Palace, éditions Dupuis :

1. Souriez, ta Majesté ! scénario et dessin d'Isa, 2001
2. Susucre, votre Altesse ? scénario et dessin d'Isa, 2002
3. La plus belle pour faire tapisserie, scénario et dessin d'Isa, 2003
4. Une couronne pour son Altesse, scénario et dessin d'Isa, 2004

- Kärchou, éditions Albin Michel :

1. Politiquement croquette, scénario et dessin d'Isa, 2007

- La Vie sentimentale de Laurence P., scénario et dessin d'Isa, éditions Fluide Glacial, 2011
- Comment je me suis radicalisée en féminazie, éditions Fluide Glacial, 2023

## Récompense
- 1995 : Alph-Art graine de pro au festival d'Angoulême